# Émile Boutmy
Émile Boutmy (Parigi, 13 aprile 1835 – Parigi, 25 gennaio 1906) è stato uno scrittore e sociologo francese.

## Biografia
Dopo aver preso il diploma al Lycée Condorcet, studiò legge e conseguì anche il dottorato. Insegnò all'inizio diritto pubblico, poi, dal 1867 al 1870, la storia e la civiltà di architettura presso la École Spéciale d'Architecture.
Durante la guerra franco-prussiana fondò con René Stourm l'École Libre des Sciences Politiques (Sciences Po). Ad aiutarlo c'era un gruppo di accademici: Hippolyte Taine, Ernest Renan, Albert Sorel e Paul Leroy-Beaulieu. Nel 1873-1890 insegnò la storia costituzionale di Inghilterra, Francia e Stati Uniti e fu direttore dell'istituto fino alla sua morte.
Nel 1880 fu nominato al Consiglio Superiore della Pubblica Istruzione di Jules Ferry ed entrò nell'Académie des Sciences Morales et Politiques.
Fu membro del Cercle Saint-Simon.

## Omaggi
- L'auditorium dell'Istituto di studi politici di Parigi, aperto nel 1936, porta il suo nome.

## Opere
- É. Boutmy, Quelques observations sur la réforme de l’enseignement supérieur. Parigi, G. Baillière, 1876.
- É. Boutmy, De l’institution d’une licence ès sciences politiques et administratives dans les Facultés de droit. Parigi, Chamerot, 1881.
- É. Boutmy, Le recrutement des administrateurs coloniaux. Parigi, 1895.
- É. Boutmy, Le baccalauréat et l’enseignement secondaire, projets de réforme. Parigi, 1899.
- É. Boutmy, Philosophie de l’architecture en Grèce. Parigi, Germer-Baillière, 1870, riedito nel 1897, Le Parthénon et le génie grec.
- É. Boutmy, Études de droit constitutionnel : France, Angleterre, États-Unis, Parigi, 1885 e Le développement de la constitution et de la société politique en Angleterre, Parigi, Plon, 1887.
- É. Boutmy, Essai d’une psychologie politique du peuple anglais au XIXe siècle, Parigi, 1901 e Éléments d’une psychologie politique du peuple américain : la Nation, la Patrie, l’État, la religion. Parigi, 1902.
- É. Boutmy, Taine, Scherer, Laboulaye. Parigi, 1901.
- É. Boutmy, Éléments d'une psychologie politique du peuple américain : la nation, la patrie, l'État, la religion, Parigi, A. Colin, 1902.
- É. Boutmy, À propos de la souveraineté du peuple, Paris, A. Picard, 1904.
- É. Boutmy, Études politiques, Paris, Armand Colin, 1907.